# Pachra
Die Pachra (russisch Пахра́) ist ein Fluss im europäischen Teil Russlands und ein rechter Nebenfluss der Moskwa im Flusssystem der Wolga.

## Beschreibung
Die Pachra ist 135 Kilometer lang und fließt auf ihrem gesamten Verlauf durch das Gebiet der Oblast Moskau. Sie entspringt in Sumpfgebieten nahe der Stadt Naro-Fominsk, gut 70 km südwestlich von Moskau, umgeht letzteres südlich auf einem sehr kurvenreichen Verlauf und mündet in die Moskwa beim Ort Mjatschkowo zwischen den Städten Lytkarino und Schukowski. Die einzige Stadt, die direkt an der Pachra liegt, ist die Großstadt Podolsk. Die größten Nebenflüsse sind Desna, Motscha und Roschaja, außerdem münden insgesamt etwa 230 kleine Zuflüsse und Bäche in die Pachra, wodurch diese in ihrem Unterlauf auf eine Breite von bis zu 40 Metern und eine Tiefe von stellenweise acht Metern ansteigt.
Neben dem Wasser dieser Zuflüsse speist vorwiegend Schmelzwasser die Pachra. Im Zeitraum vom November oder Dezember bis März oder April friert der Fluss zu, wobei sich stellenweise aufgrund warmer Industrieabwässer auch im Winter keine Eisdecke bildet. In den Sommermonaten ist das Gebiet rund um die Pachra aufgrund seiner landschaftlichen Attraktivität als Naherholungsziel der Moskauer Bevölkerung beliebt: Entlang beider Ufer befindet sich eine Vielzahl von Datschensiedlungen, Sanatorien und anderen Freizeit- und Erholungseinrichtungen. Am Ufer der Pachra liegt auch Gorki Leninskije, ein ehemaliges Landgut, das Anfang der 1920er-Jahre dem ersten sowjetischen Staatschef Lenin als Vorstadtresidenz diente.
Das Hydronym Pachra entstammt einer der finno-ugrischen Sprachen, die im heutigen Großraum Moskau vor dem Beginn der Besiedelung durch Russen im 11. Jahrhundert gesprochen wurden, und bedeutet dort möglicherweise so viel wie „aus einem See fließend“. Im mittelalterlichen Moskowien diente die Pachra als Handelsweg und wurde von kleineren Schiffen befahren. Heute gilt sie auf ihrem gesamten Verlauf als nicht schiffbar.